# Angioflogosi

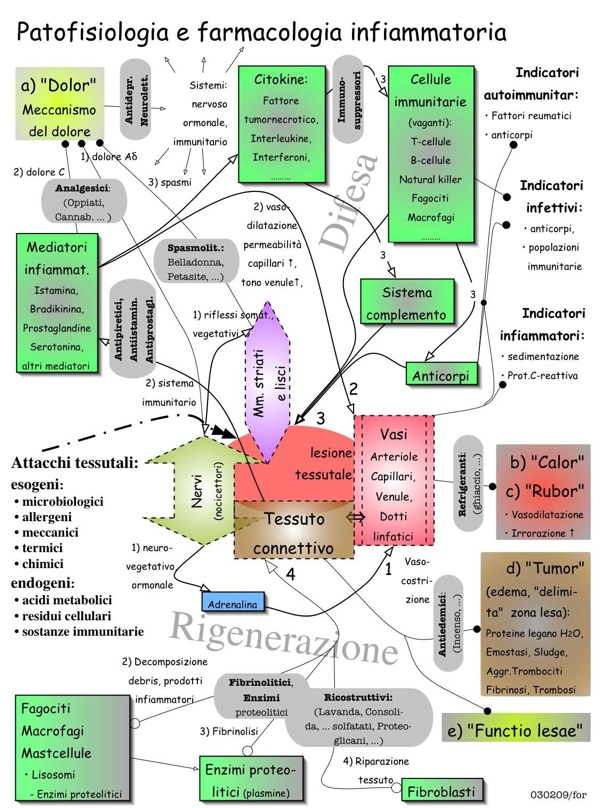
Fisiopatologia infiammatoria

L'angioflogosi si sviluppa fondamentalmente in corrispondenza del microcircolo, nella parte periferica del circolo sanguigno.

Nel momento in cui avviene un processo flogistico (es: trauma, ustione, batteri) in un qualsiasi organo o distretto dell'organismo, una parte delle cellule va incontro a necrosi oppure, quanto meno a danneggiamento. I detriti che ne risultano amplificano la reazione flogistica che è in atto verso quelle cellule che sono rimaste indenni.

In conseguenza di ciò, si avrà una sequenza di fenomeni che porteranno alle fasi del processo infiammatorio acuto, le quali apporteranno modificazioni al suddetto microcircolo.

## Fasi dell'angioflogosi
Le modificazioni che risultano dal processo infiammatorio acuto si possono essenzialmente schematizzare in una sequenza di fenomeni, ovvero:
Fugace vasocostrizione, della durata di circa 10-20 secondi.
Vasodilatazione o (iperemia attiva), provocata dal rilassamento delle fibrocellule muscolari lisce presenti sulla parete delle arteriole terminali. Comporta l'aumento dell'afflusso sanguigno nei capillari promuovendo i tipici sintomi calor e rubor.
Iperemia passiva, causata dal rallentamento di tale afflusso sanguigno, seguita successivamente da stasi. A sua volta ciò può avvenire per diversi motivi, come l'aumento delle dimensioni del letto circolatorio e/o aumento della viscosità del sangue dovuto in gran parte all'aggregazione dei globuli rossi, ovvero dalla marginazione dei leucociti che aderiscono alla parete endoteliale. In questa fase si ha formazione dell'essudato, costituito da una parte liquida ed una cellulare. La parte liquida del sangue fuoriesce dai capillari a causa sia dell'aumento della pressione idrostatica che all'iperemia. La formazione di tale essudato determina la formazione dell'edema infiammatorio, cioè del sintomo tumor.
Migrazione (diapedesi) dei leucociti, che attraversano le pareti vasali e nello stesso tempo vengono richiamati mediante processo di chemiotassi promosso da alcune molecole, che prendono il nome di chemochine (appartengono alla famiglia delle citochine). In sede al tessuto, avverrà la fagocitosi, attività principale dei leucociti richiamati. Tale fenomeno comporta la risoluzione o la cronicizzazione del processo infiammatorio.